# Отвличания на летище „Доусънс Фийлд“
През септември 1970 г. членове на Народния фронт за освобождение на Палестина (НФОП) отвличат 4 самолета, които пътуват за Ню Йорк, и 1 за Лондон. Три самолета са принудени да кацнат на „Доусънс Фийлд“, отдалечена пустинна писта близо до Зарка, Йордания, бивша база на Кралските военновъздушни сили, която след това става „Революционно летище“ на НФОП. До края на инцидента 1 похитител е убит и 1 е ранен. Това е вторият случай на масово отвличане на самолети след бягството от комунистическа Чехословакия през 1950 г.
На 6 септември самолетите, изпълняващи полет 741 на „Транс Уърлд Еърлайнс“ от Франкфурт („Боинг 707“) и полет 100 на „Суисеър“ от Цюрих („Дъглас DC-8“), са принудени да кацнат на летище „Доусънс Фийлд“. Следва опит за отвличане на машината, която обслужва полет 219 на „Ел Ал“ от Амстердам („Боинг 707“), но похитителят Патрик Аргуело е застрелян. Други двама мъже отвличат самолета, който обслужва полет 93 на „Пан Ам“ („Боинг 747“) и го отклоняват първо към Бейрут, а след това към Кайро. На 9 септември и самолетът при полет 775 на БОЕК от Бахрейн („Викерс VC10“) е отвлечен от симпатизант на НФОП и откаран на същото летище в Йордания.
Повечето от 310-те заложници са прехвърлени в Аман и освободени на 11 септември, НФОП разделя екипажите на полетите и еврейските пътници, като задържа 56 евреи и освобождава останалите. Задържани са още шестима американски граждани, мъже, някои от които не са евреи. На 12 септември, преди обявения краен срок на задържането, НФОП използва експлозиви, за да унищожи празните самолети, тъй като очаква контраатака от властите.
Действията на йорданска територия от НФОП е пример за все по-автономната арабско-палестинска дейност в Кралство Йордания – сериозно предизвикателство за Хашемитската монархия на крал Хусейн. Хусейн обявява военно положение на 16 септември и от 17 до 27 септември неговите сили се разполагат в контролирани от палестинците райони, период, известен като „Черен септември“ в Йордания, а това почти предизвиква регионална война с участието на Сирия, Ирак и Израел. Бързата победа на Йордания позволява споразумение на 30 септември, при което останалите заложници са освободени в замяна на Лейла Халед и трима членове на НФОП в швейцарски затвор.